# Ten Masked Men
Десять мужчин в масках — британская дэт-метал-группа, специализирующаяся на каверах на поп-музыкальные песни. Группа была основана в 1996, когда Марк («Истязатель») и Дэйв («Шеф») Хатсон сделали кавер на песню «Wonderwall» группы Oasis', чтобы подразнить друзей. Песня была похожа на оригинал, но игралась на гитарах с дисторшеном и вокалом в стиле гроулинг. Она была записана в спальне совместно с другими песнями, как «Stayin' Alive», «Into the Groove» и «Beat It». Всего было записано 4 песни.
Пятитрековый EP был записан немногим позже в 1999 году, и в его названии обыгрывалась отсылка к Звездным войнам (Десять мужчин в масках наносят ответный удар. За ним вскоре последовал второй полноформатный альбом Возвращение десяти мужчин в масках, выпущенный в 2000 году.
Спустя три года вышел новый альбом, озаглавленный Десятипризрачная угроза в масках.
В 2008 году вышел последний на данный момент полноформатник, получивший название Атака десяти мужчин в масках.
Группа «засветилась» на телеканале Channel 4 в Великобритании в ночном шоу Born Sloppy, в котором специально приглашенный Джек Озборн в качестве гостя должен был угадать название мелодии, играемой «Десятью мужчинами в масках». Согласно правилам, группа играла только 30 секунд каждой песни, среди которых были «Livin' La Vida Loca», «…Baby One More Time» и «Push It».
Десять мужчин в масках «каверили» песни различных исполнителей, начиная от Фрэнка Синатры и хитов 1980-х как «Sledgehammer» Питера Гэбриэла и до современных хитов, таких как «Seven Days» Крейга Дэвида и «Something Kinda Ooooh» группы Girls Aloud. Каждый альбом также содержит вариант песни из саундтрека к одному из фильмов про Джеймса Бонда.

## Состав группы
- Mark «Истязатель» Hutson
- Dave «Шеф» Hutson
- Апокалипсис Al
- Боевой Урон Davies
- Pablo «Харя»
- Ross Well «Случай»
- Billy Bub «Дворник»
- Gary «Калека» Hearns
- Neil «Тормоз» Matthews
- Martin «Дурак» Matthews

## Бывшие участники
- Таинственный Рог
- Charlie «Нож»

## Дискография
| Обложка | Дата выхода | Название                          | Лейбл |
|         | 1999        | Ten Masked Men                    |       |
|         | 1999        | The Ten Masked Men Strike Back EP |       |
|         | 2000        | Return of Ten Masked Men          |       |
|         | 2003        | The PhanTen Masked Menace         |       |
|         | 2008        | Attack Of The Ten Masked Men      |       |